# Валя-Грекулуй
Валя-Грекулуй (рум. Valea Grecului) — село у повіті Васлуй в Румунії. Входить до складу комуни Дуда-Єпурень.
Село розташоване на відстані 297 км на північний схід від Бухареста, 29 км на схід від Васлуя, 62 км на південний схід від Ясс, 143 км на північ від Галаца.

## Населення
За даними перепису населення 2002 року у селі проживали 1756 осіб, з них 1755 осіб (99,9%) румунів. Рідною мовою 1755 осіб (99,9%) назвали румунську.